# داغيستانسكي أوغني
داغستانسكي أوغني (بالروسية: Дагестанские Огни) هي إحدى مدن روسيا في الكيان الفدرالي الروسي داغستان.تقع على شاطئ بحر قزوين.

## المناخ
يظهر الجدول التالي التغييرات المناخية على مدار السنة لداغيستانسكي أوغني:
| البيانات المناخية لـداغيستانسكي أوغني | البيانات المناخية لـداغيستانسكي أوغني | البيانات المناخية لـداغيستانسكي أوغني | البيانات المناخية لـداغيستانسكي أوغني | البيانات المناخية لـداغيستانسكي أوغني | البيانات المناخية لـداغيستانسكي أوغني | البيانات المناخية لـداغيستانسكي أوغني | البيانات المناخية لـداغيستانسكي أوغني | البيانات المناخية لـداغيستانسكي أوغني | البيانات المناخية لـداغيستانسكي أوغني | البيانات المناخية لـداغيستانسكي أوغني | البيانات المناخية لـداغيستانسكي أوغني | البيانات المناخية لـداغيستانسكي أوغني | البيانات المناخية لـداغيستانسكي أوغني |
| الشهر                                 | يناير                                 | فبراير                                | مارس                                  | أبريل                                 | مايو                                  | يونيو                                 | يوليو                                 | أغسطس                                 | سبتمبر                                | أكتوبر                                | نوفمبر                                | ديسمبر                                | المعدل السنوي                         |
| ------------------------------------- | ------------------------------------- | ------------------------------------- | ------------------------------------- | ------------------------------------- | ------------------------------------- | ------------------------------------- | ------------------------------------- | ------------------------------------- | ------------------------------------- | ------------------------------------- | ------------------------------------- | ------------------------------------- | ------------------------------------- |
| متوسط درجة الحرارة الكبرى °م (°ف)     | 4.5 (40.1)                            | 4.9 (40.8)                            | 7.9 (46.2)                            | 14.2 (57.6)                           | 20.5 (68.9)                           | 26.2 (79.2)                           | 29.3 (84.7)                           | 28.7 (83.7)                           | 24.4 (75.9)                           | 18.4 (65.1)                           | 11.7 (53.1)                           | 7.3 (45.1)                            | 16.5 (61.7)                           |
| المتوسط اليومي °م (°ف)                | 1.1 (34.0)                            | 1.7 (35.1)                            | 4.5 (40.1)                            | 9.8 (49.6)                            | 16.2 (61.2)                           | 21.6 (70.9)                           | 24.8 (76.6)                           | 24.6 (76.3)                           | 20.1 (68.2)                           | 14.5 (58.1)                           | 8.4 (47.1)                            | 4.1 (39.4)                            | 12.6 (54.7)                           |
| متوسط درجة الحرارة الصغرى °م (°ف)     | −2.3 (27.9)                           | −1.4 (29.5)                           | 1.1 (34.0)                            | 5.4 (41.7)                            | 11.9 (53.4)                           | 17.0 (62.6)                           | 20.3 (68.5)                           | 20.5 (68.9)                           | 15.8 (60.4)                           | 10.6 (51.1)                           | 5.1 (41.2)                            | 0.9 (33.6)                            | 8.7 (47.7)                            |
| الهطول مم (إنش)                       | 25 (1.0)                              | 34 (1.3)                              | 24 (0.9)                              | 23 (0.9)                              | 31 (1.2)                              | 22 (0.9)                              | 24 (0.9)                              | 24 (0.9)                              | 43 (1.7)                              | 51 (2.0)                              | 35 (1.4)                              | 37 (1.5)                              | 373 (14.6)                            |
| المصدر: Climate-Data.org              |                                       |                                       |                                       |                                       |                                       |                                       |                                       |                                       |                                       |                                       |                                       |                                       |                                       |